# Ordre de bataille confédéré de la seconde bataille de Kernstown
Les unités et commandants suivants de l'armée des États confédérés ont combattu lors de la seconde bataille de Kernstown de la guerre de Sécession le 24 juillet 1864 à Kernstown, qui fait maintenant partie de la ville de Winchester en Virginie. L'ordre de bataille unioniste est indiqué séparément.

## Abréviations utilisées

### Grade militaire
- Général
- Lieutenant général
- Major général
- Brigadier général
- Colonel
- Lieutenant-colonel
- Commandant
- Capitaine
- Premier lieutenant
- Bvt = Brevet

### Autres
- (b) = blessé
- (mb) = mortellement blessé
- (†) = tué

## Armée de la vallée
Lieutenant général Jubal A. Early

### Commandement de Breckinridge
Major général John C. Breckinridge
| Division                                                                          | Brigade                                                                      | Régiments et autres |
| --------------------------------------------------------------------------------- | ---------------------------------------------------------------------------- | --- |
| Première division(p1071) (division d'Echols) Brigadier général Gabriel C. Wharton | Brigade de Wharton Colonel Augustus Forsberg                                 | - 30th Virginia Sharpshooters Battalion - 45th Virginia Infantry - Commandant Francis Miller - 51st Virginia Infantry |
| Première division(p1071) (division d'Echols) Brigadier général Gabriel C. Wharton | Brigade d'Echols Colonel George S. Patton                                    | - 22nd Virginia Infantry - 23rd Virginia Infantry - 26th Virginia Infantry |
| Première division(p1071) (division d'Echols) Brigadier général Gabriel C. Wharton | Brigade de Smith Colonel Thomas A. Smith                                     | - 36th Virginia Infantry - 45th Virginia Infantry Battalion - 60th Virginia Infantry - Légion de Thomas |
| Deuxième division(p1071) (division de Gordon) Major général John B. Gordon        | Brigade d'Evans(p190), Colonel E.N. Atkinson                                 | - 13th Georgia Infantry - 26th Georgia Infantry - 31st Georgia Infantry - 38th Georgia Infantry - 60th Georgia Infantry - 61st Georgia Infantry - 12th Georgia Infantry Battalion |
| Deuxième division(p1071) (division de Gordon) Major général John B. Gordon        | Brigade consolidée de Louisiane de York(p190) Brigadier général Zebulon York | Ancienne brigade de Hay (Louisiana Tigers) - Colonel W. R. Peck - 5th Louisiana Infantry - 6th Louisiana Infantry(p191) - 7th Louisiana Infantry - 8th Louisiana Infantry - 9th Louisiana Infantry Ancienne brigade de Stafford - Colonel E. Waggaman - 1st Louisiana Infantry - 2nd Louisiana Infantry - 10th Louisiana Infantry(p191) - 14th Louisiana Infantry - 15th Louisiana Infantry |
| Deuxième division(p1071) (division de Gordon) Major général John B. Gordon        | Brigade consolidée de Virginie de Terry Brigadier général William Terry      | Brigade de Stonewall - Colonel J.H.S. Funk(p191) - 2nd Virginia Infantry - 4th Virginia Infantry - 5th Virginia Infantry(p189) - 27th Virginia Infantry - 33rd Virginia Infantry Ancienne brigade de Jones - Colonel R. H. Dungan(p191), - 21st Virginia Infantry - 25th Virginia Infantry - 42nd Virginia Infantry - 44th Virginia Infantry - 48th Virginia Infantry - 50th Virginia Infantry(p191) Ancienne troisième brigade de Steuart - Cpt Peter Yancy - 10th Virginia Infantry - 23rd Virginia Infantry - 37th Virginia Infantry |

### Forces rendant compte directement au général Early
| Division                                                         | Brigade                                                       | Régiments et autres |
| ---------------------------------------------------------------- | ------------------------------------------------------------- | --- |
| Division de Rodes Major général Robert E. Rodes                  | Brigade de Battle Colonel Samuel Pickens                      | - 3rd Alabama Infantry - 5th Alabama Infantry - 6th Alabama Infantry - 12th Alabama Infantry - 61st Alabama Infantry |
| Division de Rodes Major général Robert E. Rodes                  | Brigade de Grimes Lieutenant-colonel James Moorehead          | - 32nd North Carolina Infantry - 43rd North Carolina Infantry - 45th North Carolina Infantry - 53rd North Carolina Infantry - 2nd North Carolina Infantry Battalion |
| Division de Rodes Major général Robert E. Rodes                  | Brigade de Cook Brigadier général Philip Cook                 | - 4th Georgia Infantry - 12th Georgia Infantry - 21st Georgia Infantry - 44th Georgia Infantry |
| Division de Rodes Major général Robert E. Rodes                  | Brigade de Cox Brigadier général William Ruffin Cox           | - 1st North Carolina Infantry - 2nd North Carolina Infantry - 3rd North Carolina Infantry - 4th North Carolina Infantry - 14th North Carolina Infantry - 30th North Carolina Infantry                                                                                     |
| Division de Ramseur(p1071) Major général Stephen Dodson Ramseur  | Brigade de Lilley Colonel John Hoffman                        | - 13th Virginia Infantry - 31st Virginia Infantry - 49th Virginia Infantry - 52nd Virginia Infantry - 58th Virginia Infantry |
| Division de Ramseur(p1071) Major général Stephen Dodson Ramseur  | Brigade de Johnston Brigadier général Robert D. Johnston      | - 5th North Carolina Infantry - 12th North Carolina Infantry - 20th North Carolina Infantry - 23rd North Carolina Infantry |
| Division de Ramseur(p1071) Major général Stephen Dodson Ramseur  | Brigade de Lewis Colonel Archibald Godwin                     | - 6th North Carolina Infantry - 21st North Carolina Infantry - 54th North Carolina Infantry - 57th North Carolina Infantry - 1st North Carolina Infantry Battalion Sharpshooters                                                                                          |
| Division de cavalerie de Ransom Brigadier général John C. Vaughn | Brigade d'Imboden(p229) Brigadier général John D. Imboden     | - 18th Virginia Cavalry - 23rd Virginia Cavalry - 62nd Virginia Mounted Infantry - Compagnie d'artillerie à cheval de Virginie de McClanahan |
| Division de cavalerie de Ransom Brigadier général John C. Vaughn | Brigade de McCausland(p230) Brigadier général John McCausland | - 14th Virginia Cavalry - 16th Virginia Cavalry - 17th Virginia Cavalry - 22nd Virginia Cavalry - Compagnie d'artillerie à cheval de Virginie de Jackson |
| Division de cavalerie de Ransom Brigadier général John C. Vaughn | Brigade de Johnson Brigadier général Bradley T. Johnson       | - 1st Maryland Cavalry Battalion - 2nd Maryland Cavalry Battalion - 8th Virginia Cavalry - 21st Virginia Cavalry - 25th Virginia Cavalry (27th Battalion) - 36th Battalion Virginia Cavalry - 37th Battalion Virginia Cavalry - Baltimore (2nd Md.) Light Horse Artillery |
| Division de cavalerie de Ransom Brigadier général John C. Vaughn | Brigade de Jackson(p230) Brigadier général William L. Jackson | - 19th Virginia Cavalry - 20th Virginia Cavalry - 46th Battalion Virginia Cavalry - 47th Battalion Virginia Cavalry - Batterie d'artillerie à cheval de irginie de Lurty                                                                                                  |
| Artillerie Brigadier général Armistead L. Long                   | Bataillon de Braxton Commandant Carter M. Braxton             | - Artillerie du comté d'Allegheny (Virginie) - Artillerie du comté de Lee (Virginie) - Artillerie du comté de Stafford (Virginie) |
| Artillerie Brigadier général Armistead L. Long                   | Bataillon de King Commandant J. Floyd King                    | - Artillerie de la légion de Wise (Virginie) - Artillerie de Lewisburg (Virginie) - Batterie de Monroe (Virginie) |
| Artillerie Brigadier général Armistead L. Long                   | Bataillon de Nelson Commandant William Nelson                 | - Artillerie d 'Amherst (Virginie) - Artillerie de Fluvanna (Virginie) - Artillerie de Milledge (Virginie) |